# Talavera de la Reina

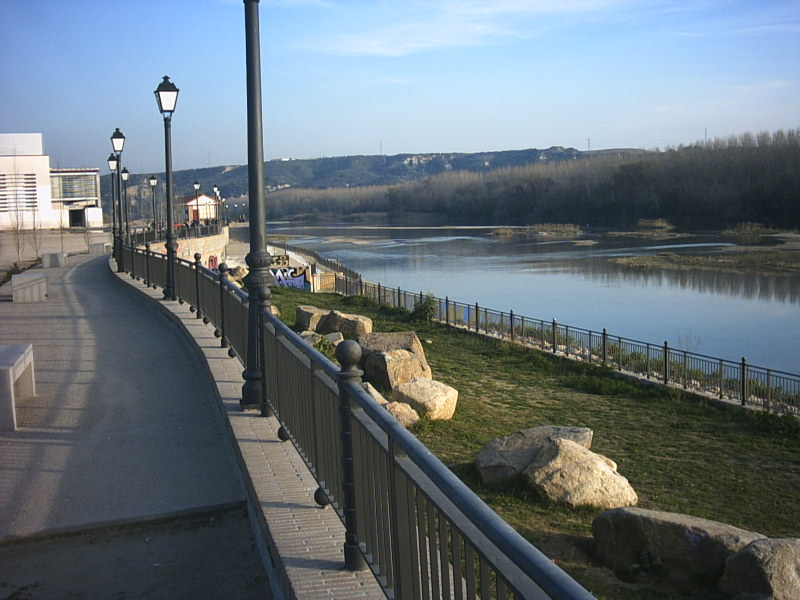
Floden Tajo vid sin passage genom Talavera de la Reina.

Talavera de la Reina (spanskt uttal: [talaˈβeɾa ðe la ˈrejna]) är en stad och kommun i provinsen Toledo i den autonoma regionen Kastilien-La Mancha i centrala Spanien. Staden ligger vid floden Tajo, cirka 70 kilometer väster om Toledo. Kommunen har 84 738 invånare (2024), på en yta av 187,12 km².
Staden är internationellt känd för sin keramik, som Filip II använde till kakelbeklädnad på många av sina byggnader, till exempel klostret El Escorial. Talavera de la Reina har i Spanien fått smeknamnet "Keramikstaden" (La Ciudad de la Cerámica).

## Geografi
Talavera de la Reina gränsar i norr till kommunerna Mejorada, Segurilla och Pepino, i nordost till Cazalegas, i öster till Lucillos och Montearagón, i sydost till La Pueblanueva, i söder till Las Herencias, i sydväst till Calera y Chozas samt i nordväst Velada. Avståndet till Toledo är 70 kilometer, till Ávila 78 kilometer och till Madrid samt Plasencia 108 kilometer.
Geografiskt ligger staden på terrassformat område där floden Tajo rinner, i en breddning av densamma på grund av tillflöde av flera bifloder såsom Alberche. Floden bildar område med två öar Chamela och Isla Grande, den förstnämnda är naturskyddsområde för sitt rika djur- och växtliv. Staden omges i söder av Cerro Negro, och i norr av bergskedjan Mejorada. Kommunen består av staden Talavera de la Reina och omgivande landsbygd som omfattar fem andra orter.
Staden delas itu av Tajo, den norra delen är den mest befolkade och förbinds med den södra via tre broar, varav en är av romerskt ursprung (även om de delar som bevarats är av arabiskt ursprung).

## Orter
Orter (núcleos) i kommunen Talavera de la Reina (inom parentes invånarantal 1 januari 2023):

- Barrio de Santa María (663)
- El Casar de Talavera (93)
- Nuestra Señora del Prado (78)
- Gamonal (949)
- Talavera de la Reina (79 160)
- Talavera la Nueva (1 287)